# Північно-Західна Русь
Північно-Західна Русь — в історичній літературі назва Новгородської та Псковської земель між XII і XVI століттями. Поряд з Подніпров'ям є одним із найдавніших осередків руської державності.
Хоча населення Північно-Західної Русі стало складовою частиною росіян, воно певний час зберігало місцеві мовні особливості й особливості у звичаях. Характерною рисою був також вічевий політичний устрій. Пізніше там формувалась північна етнографічна група росіян.
Особливу роль зіграла відсутність на Північно-Західній Русі татаро-монгольських руйнувань і влади Золотої Орди, а також участь в торгівлі та контакти з Західною Європою.

## Див. Також
- Північно-Східна Русь
- Південно-Західна Русь